# Glenea thomsoni
Glenea thomsoni es una especie de escarabajo del género Glenea, familia Cerambycidae. Fue descrita científicamente por Pascoe en 1867.
Habita en Indonesia. Esta especie mide 16-27 mm.